# Justin Pierce
Justin Charles Pierce (21. března 1975 Londýn, Velká Británie – 10. července 2000 Paradise, Nevada, USA) byl britsko-americký herec a skateboardista. 

## Život
Justin Pierce se narodil 21. března 1975 v Londýně a vyrůstal v New Yorku. Měl problematické dětství, kradl cigarety a jídlo a věnoval se skateboardingu. 
Při jízdě na skateboardu ve Washington Square Parku jej objevil filmový režisér Larry Clark. Ten ho následně obsadil do svého filmového dramatu o dospívání Kids (1995). Během natáčení se s hercem Leem Fitzpatrickem několikrát opil a byl zatčen. Za své herectví získal cenu Independent Spirit Award za nejlepší průlomový výkon. 
Poté si zahrál v nezávislém filmu A Brother's Kiss (1997) a v komedii Zkurvenej pátek (2000). Jeho poslední film Looking for Leonard (2002) byl uveden až posmrtně.
Žil v Los Angeles a jeho manželkou byla od roku 1999 stylistka Gina Rizzo.
Dne 10. července 2000 byl nalezen hotelovou ochrankou oběšený ve svém pokoji v hotelu Bellagio v Paradise v Nevadě. Jeho smrt byla označena za sebevraždu. Byly nalezeny dopisy na rozloučenou, které však nebyly zveřejněny. Tentýž měsíc se ve staré katedrále svatého Patrika na Manhattanu konala katolická zádušní mše. Je pohřben na hřbitově Gate of Heaven v Hawthornu ve státě New York.

## Filmografie (výběr)

### Filmy
- Kids (1995)
- A Brother's Kiss (1997)
- Zkurvenej pátek (2000)
- Looking for Leonard (2002)

### Televize
- Malcolm v nesnázích (2000) – 2 epizody